# Hans Schulte (Rechtswissenschaftler)
Hans Schulte (* 7. November 1932 in Dortmund; † 24. Dezember 2020) war ein deutscher Rechtswissenschaftler und ehemaliger Hochschullehrer am Karlsruher Institut für Technologie.

## Leben
Schulte studierte ab 1953 Rechtswissenschaften an den Universitäten Freiburg, Berlin und Münster. Nach seinem Ersten Juristischen Staatsexamen 1956 und dem Zweiten Staatsexamen 1961 war er kurzzeitig als Richter tätig. Es folgte eine Tätigkeit als wissenschaftlicher Assistent an der Universität Münster, bevor er 1963 kurzzeitig für die Deutsche Bank arbeitete. 1964 kehrte in den Universitätsbetrieb zurück und promovierte im selben Jahr bei Harry Westermann. 1968 schloss er ebenfalls bei Westermann in Münster seine Habilitation ab und erhielt die Venia legendi für die Fächer Bürgerliches Recht, Zivilprozessrecht, Bergrecht und Raumplanungsrecht.
Ab 1969 war Schulte an der Universität Karlsruhe Inhaber des Lehrstuhls für Rechtswissenschaft und später Leiter des Zentrums für Angewandte Rechtswissenschaften. Der Universität Karlsruhe blieb er bis zu seiner Emeritierung 1999 treu. 2000 war Schulte an der Universität Tartu als Gastprofessor tätig.

## Werke (Auswahl)
- Privatrechtliche Aufopferung und Enteignung. Universitätsverlag, Münster 1964 (Dissertation).
- Eigentum und öffentliches Interesse. Duncker & Humblot, Berlin 1970, ISBN 978-3-428-02170-3 (Habilitationsschrift).
- als Herausgeber mit Werner Buckel, Götz Großklaus: Nachdenken statt Nachrüsten. Wissenschaftler für den Frieden. Von Loeper, Karlsruhe 1984, ISBN 3-88652-011-0.
- Raumplanung und Genehmigung bei der Bodenschätzegewinnung. C.H. Beck, München 1996, ISBN 978-3-406-41363-6.
- Grundkurs im BGB Bd. 1. 5. Auflage. UTB, Stuttgart 1999, ISBN 978-3-8252-1135-6.
- Umweltrecht. UTB, Stuttgart 1999, ISBN 978-3-8252-1993-2.